# BMW Ljubljana Open 1993
Il BMW Ljubljana Open 1993 è stato un torneo di tennis facente parte della categoria ATP Challenger Series nell'ambito dell'ATP Challenger Series 1993. Il torneo si è giocato a Lubiana in Slovenia dal 3 al 9 maggio 1993 su campi in terra rossa.

## Vincitori

### Singolare
Daniel Orsanic ha battuto in finale  Andrej Čerkasov con il punteggio di 4–6, 6–2, 7–5

### Doppio
Branislav Stankovič /  Richard Vogel hanno battuto in finale  Hendrik Jan Davids /  Goran Prpić con il punteggio di 6–4, 7–6